# Flaga Saksonii
Flaga Saksonii – składa się z dwóch pasów – białego i zielonego. Flaga urzędowa na środku zawiera herb Saksonii. Barwy symbolizują:
- Biel – światło, szlachetność, prawdę i czystość jako antyteza czerni.
- Zieleń – przyrodę, rolnictwo, płodność, nadzieję, nieśmiertelność.

Flagę urzędową przyjęto 16 czerwca 1815 roku. Cywilna obowiązywała w latach 1815–1935, 1947–1952 oraz od 1991 roku do dziś. Proporcje 3:5.
Dawna flaga Elektoratu Saksonii nawiązywała kolorami do barw Wettinów – czerni i żółci.

## Flagi mniejszości
Saksonia, oprócz posiadania flagi krajowej, reguluje ustawowo użytkowanie flag historycznych, flagi Serbołużyczan oraz barw dawnej, pruskiej prowincji śląskiej, której łużyckie powiaty wchodzą w skład landu.

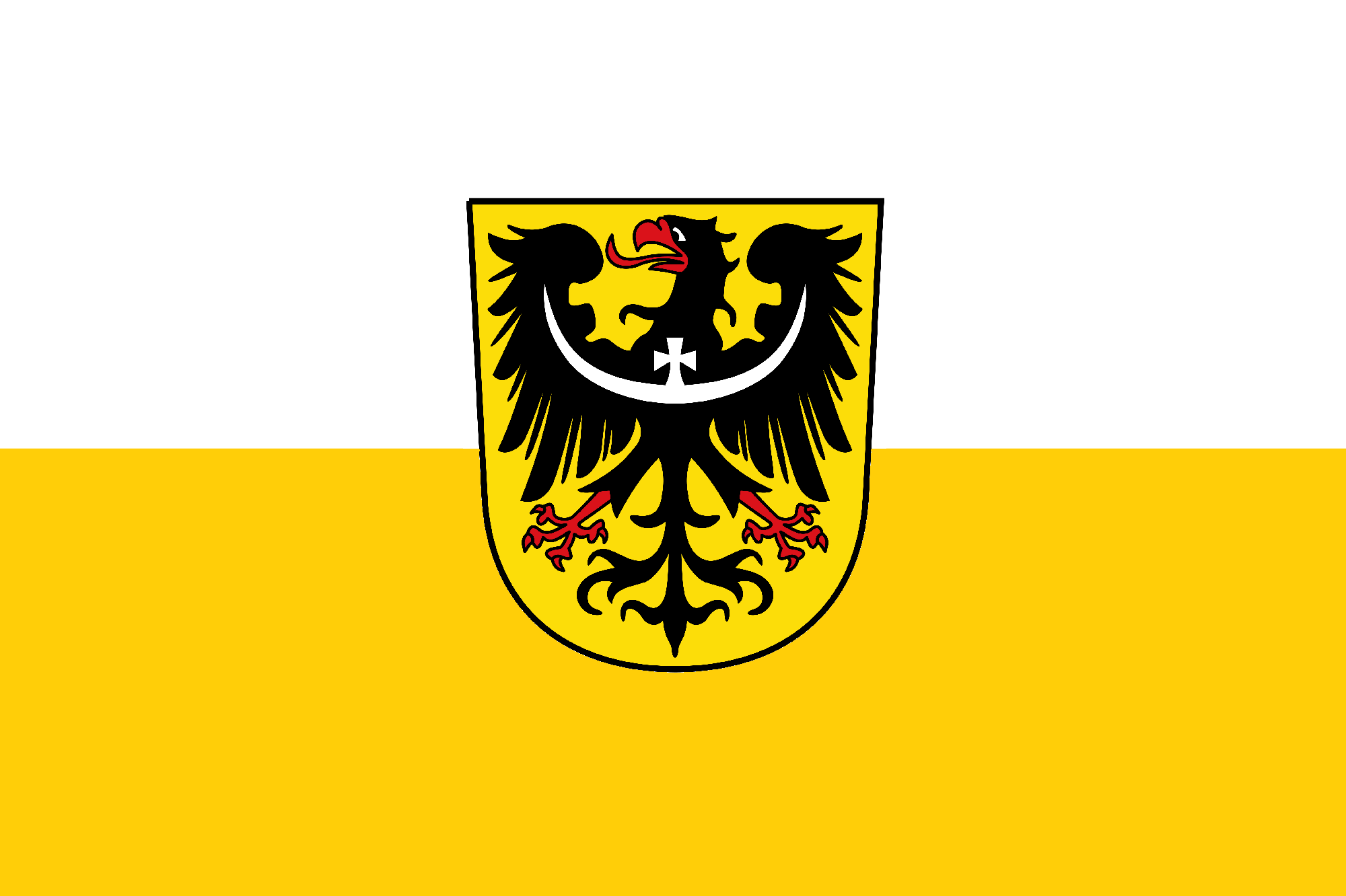
Flaga prowincji śląskiej z herbem
Flaga prowincji śląskiej
Flaga Serbołużyczan

## Flagi historyczne

Flaga Elektoratu Saksonii używana w latach 1356–1806